# Mont Kochka
Le mont Kochka (en russe : Кошка) ou mont Kichka (en ukrainien : Кішка ; en tatar de Crimée : Qoş qaya) est une montagne des monts de Crimée, qui surplombe la petite ville de Simeïz, dans l'aire urbaine de Yalta.
Le nom d'origine en tatar de Crimée signifie « double rocher », alors que le nom russe signifie « chat », étant donné que la forme de la montagne ressemble à un chat assis. Son altitude est de 254 m.